# Chaneke baldazoi
Espèce
Chaneke baldazoi est une espèce de scorpions de la famille des Buthidae.

## Distribution
Cette espèce est endémique d'Oaxaca au Mexique. Elle se rencontre vers Nejapa de Madero.

## Description
La femelle holotype mesure 25,65 mm et la femelle paratype 23,45 mm

## Étymologie
Cette espèce est nommée en l'honneur de José Guadalupe Baldazo Monsiváis.

## Publication originale
- Kovařík, Teruel & Lowe, 2016 : « Two new scorpions of the genus Chaneke Francke, Teruel et Santibáñez-López, 2014 (Scorpiones: Buthidae) from southern Mexico. » Euscorpius, no 218, p. 1-20 (texte intégral).